# Saint-Martin-du-Puy, Gironde
 Saint-Martin-du-Puy  là một xã thuộc tỉnh Gironde trong vùng Aquitaine tây nam nước Pháp. Xã này nằm ở khu vực có độ cao trung bình 109 mét trên mực nước biển.